# Camarilla (cortesanos)

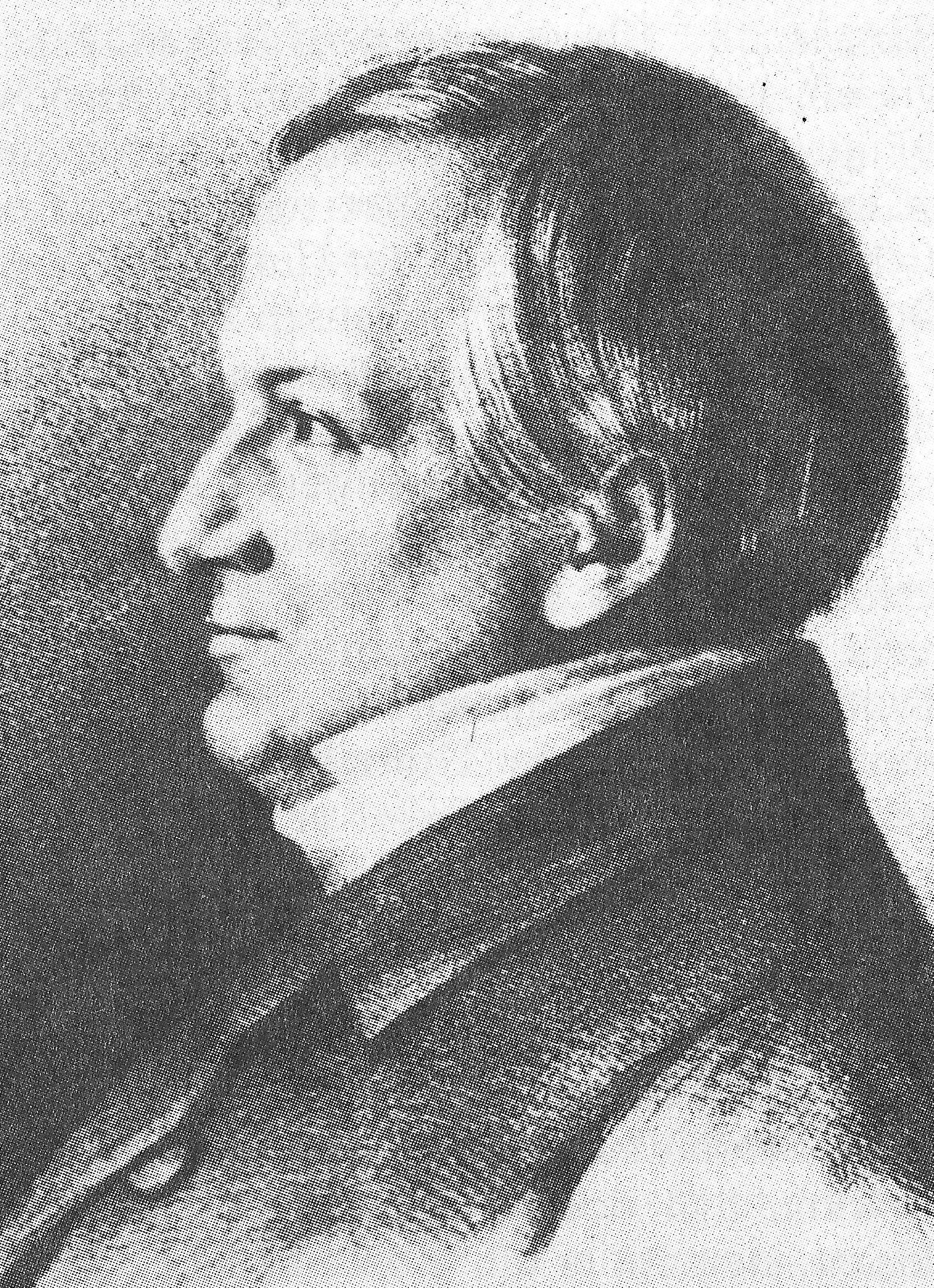
Ernst Ludwig von Gerlach

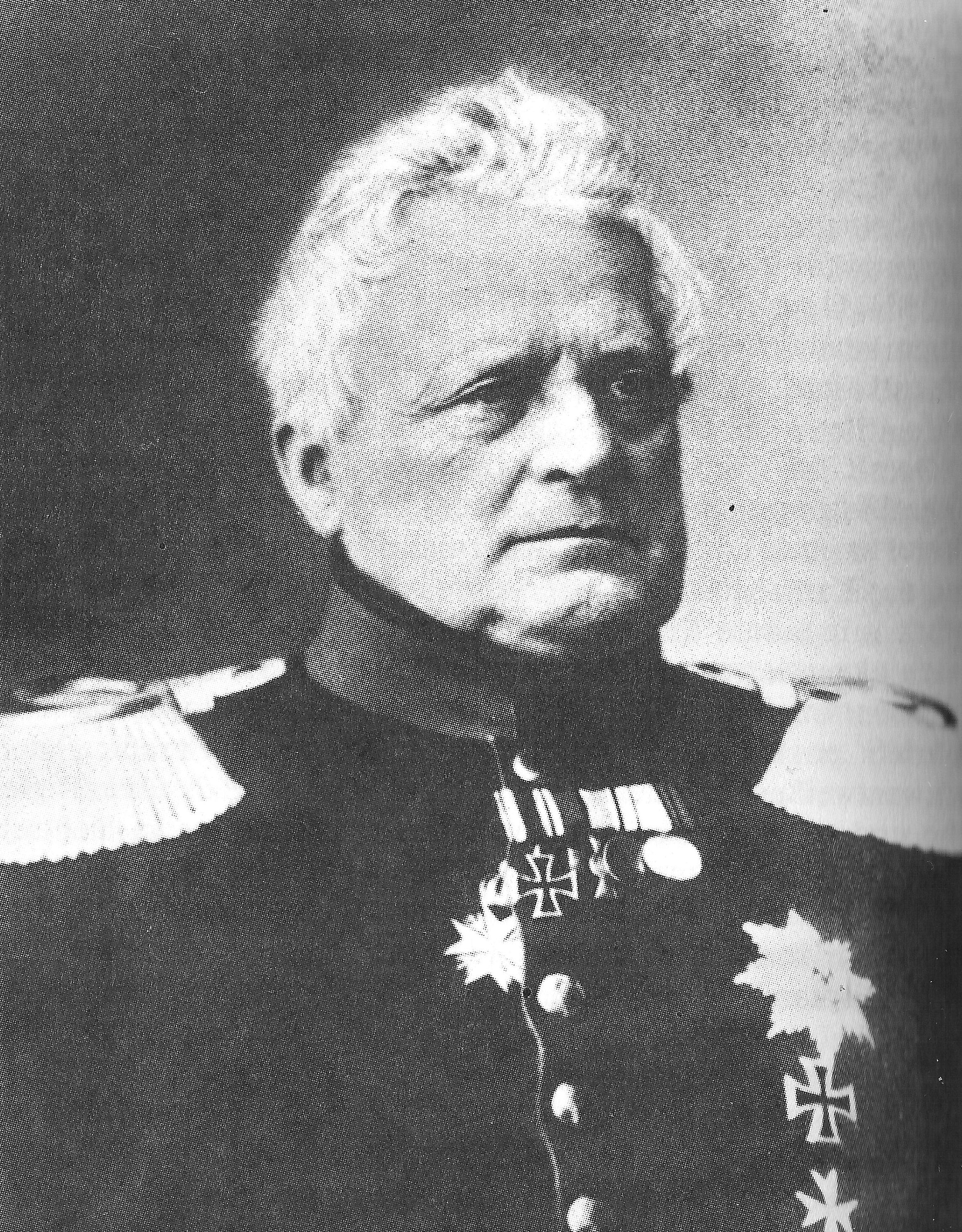
Ludwig Friedrich Leopold von Gerlach

Una camarilla designa, con una connotación negativa, a un grupo de consejeros influyentes del príncipe o monarca. Habitualmente, estos no tienen un cargo ministerial y tampoco son titulares de una autoridad o institución oficial, simplemente son próximos al soberano y le aconsejan de manera informal, en el ánimo de servir o como manifestación de interés y/o adulonería.

## Origen
El término español camarilla (literalmente "una cámara pequeña") adquiere por primera vez connotaciones políticas durante el reinado de Fernando VII. Dicho soberano tenía en sus aposentos del Palacio Real de Madrid un conjunto de tres pequeños gabinetes o camarillas anexos a su Cámara Oficial (su sala de audiencias, actual Salón de Gasparini). Dichos gabinetes funcionaban como despachos y en ellos el soberano se reunía en privado con sus ministros y consejeros. Estas tres pequeñas salitas pasaron de simbolizar, por lo tanto, la opacidad del poder en la monarquía absolutista.

Si la palabra aparece ya bien entrado el siglo XIX, la costumbre del soberano de dejarse aconsejar por un grupo restringido de elegidos, que además controlan el acceso de otros al mismo, puede remontarse hasta el reinado de Felipe III. Por aquel entonces esto se conocía como privanza.
Lo que sí es evidente, es que la invisibilidad e inaccesibilidad del monarca cambiaron irrevocablemente la naturaleza del Palacio Real, que de ser un espacio semipúblico en el que el monarca oía y se dejaba aconsejar por sus súbditos, acabó por convertirse en espacio privado donde podía retirarse acompañado sólo por un selecto grupo de servidores. Por esta razón, controlar el acceso al rey se convirtió en el instrumento más importante para aquellos que deseaban adquirir su favor, la única puerta hacia el poder, la influencia y riqueza personal. Un favorito que fuese capaz de controlar el acceso al rey podría defenderse de otros pretendientes al favor regio y al mismo tiempo poner los cimientos para legitimar su propio poder político. En ambas tareas el duque de Lerma demostraría ser todo un experto, lo que le permitió transformarse en el favorito más poderoso de la historia de España hasta el siglo XVII.
Si para el monarca, su palacio y sobre todo su cámara privada se convirtieron en esfera primera de su acción, para aquellos que luchaban por conquistar el favor regio, la cámara del rey se convirtió en el lugar donde los sueños de poder y de grandeza podían hacerse realidad.
Los términos clique (del francés) y coterie (del francés, aunque derivado del bajo alemán medio) suelen usarse como sinónimos de camarilla en el mundo anglosajón, aunque estos carecen de un sentido político y por lo general se refieren a un grupo social exclusivo y restringido.

## Ejemplos
No obstante tener este término origen en la lengua castellana, a partir del siglo XIX y con carácter retroactivo, fue aplicado a distintos grupos de consejeros, amigos o conocidos de distintos soberanos y líderes políticos. La influencia real de los miembros de dichas camarillas siempre es objeto de debate por parte de los historiadores.

### Alemania
- el consejo del rey Federico Guillermo IV de Prusia en donde destacaron dos hermanos ultra-conservadores, Leopold y Ernst Ludwig von Gerlach, quienes tuvieron un discípulo luego famoso, Otto von Bismarck, que más tarde rompió vínculos con ellos, al impulsar ideas progresistas tales como el nacionalismo alemán del siglo XIX y el liberalismo, ideario que obviamente era muy contrario al pensamiento de los hermanos Gerlach.
- el consejo del emperador Guillermo II de Alemania estaba formado por los miembros del llamado Círculo de Liebenberg, un conjunto de aristócratas y militares con intereses artísticos. Estos eran el diplomático príncipe Philipp zu Eulenburg, el príncipe Richard zu Dohna-Schlobitten, el conde Georg von Hülsen-Haeseler y el general Kuno von Moltke. Después del Escándalo Harden-Eulenburg, el círculo quedó disuelto.

- el consejo de Paul von Hindenburg (segundo presidente de la República de Weimar), el cual estuvo formado por su hijo Oskar von Hindenburg, el jefe de gabinete Otto Meissner, el general Kurt von Schleicher y el político y aristócrata Franz von Papen.[6]